# Encalypta cuspidata
Encalypta cuspidata är en bladmossart som beskrevs av Bruch, W. P. Schimper och C. Müller 1849. Encalypta cuspidata ingår i släktet klockmossor, och familjen Encalyptaceae. Inga underarter finns listade i Catalogue of Life.